# Spengler Cup 2010
Der Spengler Cup 2010 (französisch Coupe Spengler 2010) war die 84. Auflage des gleichnamigen Wettbewerbs und fand vom 26. bis 31. Dezember 2010 im Schweizer Luftkurort Davos statt. Als Spielstätte fungierte die dortige Vaillant Arena. Insgesamt besuchten 67'465 Zuschauer die elf Turnierspiele, was einem Schnitt von 6'133 pro Partie entspricht.
Es siegte der SKA Sankt Petersburg, der durch einen 4:3-Sieg im Finalspiel über den Gastgeber HC Davos das Turnier gewann. Für Sankt Petersburg war es der insgesamt vierte Erfolg am Spengler Cup nach 1970, 1971 und 1977, als das Team unter dem damaligen Namen SKA Leningrad teilgenommen hatte. Der Russe Maxim Suschinski vom Turniersieger SKA Sankt Petersburg war mit sieben Scorerpunkten, darunter zwei Tore, erfolgreichster Akteur des Turniers. Beide Treffer erzielte er dabei im Final.
Die 84. Austragung des Traditionsturniers stellte eine Neustrukturierung des Wettbewerbs dar, da erstmals im neuen Modus mit sechs Mannschaften in zwei Vorrundengruppen à drei Teams und anschliessender K.O.-Phase gespielt wurde. Der alte Modus hatte seit dem Jahr 1986 Bestand gehabt und konnte ganzheitlich auf eine über 50-jährige Tradition zurückblicken. Als weiteres Highlight der Neuordnung des Turniers fand bereits am 23. Dezember ein Meisterschaftsspiel der Kontinentalen Hockey-Liga in der Vaillant Arena statt. Dort siegte der SKA Sankt Petersburg gegen den HK Spartak Moskau mit 5:1.
Brett McLean in Diensten des Team Canada war mit sieben Scorerpunkten, darunter ein Tor, erfolgreichster Akteur des Turniers.

## Modus
Die sechs teilnehmenden Teams spielten zunächst in zwei Vorrundengruppen – benannt nach den Davoser Eishockeylegenden Richard Torriani sowie den Cattini-Brüdern Ferdinand und Hans – à drei Teams in einer Einfachrunde im Modus «jeder gegen jeden», so dass jede Mannschaft zunächst zwei Spiele bestritt, die Platzierungen nach Punkten aus. Die beiden Gruppensieger qualifizierten sich direkt für den Halbfinal, während die Zweit- und Drittplatzierten in einem K.-o.-Duell über Kreuz die beiden weiteren Halbfinalteilnehmer ausspielten. Die beiden Halbfinalsieger ermittelten am Schlusstag schliesslich den Turniersieger.

## Turnierverlauf

### Vorrunde
Gruppe Torriani
| 26. Dezember 2010 15:00 Uhr | HC Servette Genève G. Bezina (6:24) | 1:3 (1:1, 0:0, 0:2) Spielbericht | SKA Sankt Petersburg A. Jaschin (3:55) A. Jaschin (40:40) T. Mårtensson (57:49) | Vaillant Arena, Davos Zuschauer: 6'432 |

| 27. Dezember 2010 15:00 Uhr | HC Sparta Prag T. Kůrka (29:52) Y. Treille (39:02) F. Du Bois (41:07) | 3:4 (0:0, 2:2, 1:2) Spielbericht | HC Servette Genève F. Randegger (33:20) D. Fritsche (36:38) J. Hennessy (43:59) P. Savary (46:06) | Vaillant Arena, Davos Zuschauer: 5'782 |

| 28. Dezember 2010 15:00 Uhr | SKA Sankt Petersburg T. Mårtensson (17:06) M. Rybin (17:41) G. Klimenko (30:48) M. Weinhandl (53:07) | 4:1 (2:1, 1:0, 1:0) Spielbericht | HC Sparta Prag P. Kafka (13:17) | Vaillant Arena, Davos Zuschauer: 6'148 |

| Pl. |                      | Sp | S | OTN | N | Tore | Punkte |
| --- | -------------------- | -- | - | --- | - | ---- | ------ |
| 1.  | SKA Sankt Petersburg | 2  | 2 | 0   | 0 | 7:2  | 6      |
| 2.  | HC Servette Genève   | 2  | 1 | 0   | 1 | 5:6  | 3      |
| 3.  | HC Sparta Prag       | 2  | 0 | 0   | 2 | 4:8  | 0      |

Gruppe Cattini
| 26. Dezember 2010 20:15 Uhr | HC Davos R. von Arx (5:34) R. von Arx (9:55) P. Sýkora (47:33) P. Tatíček (53:20) | 4:2 (2:0, 0:2, 2:0) Spielbericht | HK Spartak Moskau Š. Ružička (26:04) K. Knjasew (31:40) | Vaillant Arena, Davos Zuschauer: 6'432 |

| 27. Dezember 2010 20:15 Uhr | Team Canada M. Kariya (21:45) Y. Lehoux (33:14) M. DuPont (34:05) É. Landry (46:08) J. Holden (55:35) G. Metropolit (56:22) | 6:1 (0:0, 3:0, 3:1) Spielbericht | HK Spartak Moskau M. Junkow (55:55) | Vaillant Arena, Davos Zuschauer: 6'432 |

| 28. Dezember 2010 20:15 Uhr | HC Davos S. Rizzi (1:46) P. Tatíček (23:20) J. Bednář (30:24) | 3:2 (1:0, 2:2, 0:0) Spielbericht | Team Canada Y. Lehoux (21:23) T. Roche (34:50) | Vaillant Arena, Davos Zuschauer: 6'431 |

| Pl. |                   | Sp | S | OTN | N | Tore | Punkte |
| --- | ----------------- | -- | - | --- | - | ---- | ------ |
| 1.  | HC Davos          | 2  | 2 | 0   | 0 | 7:04 | 6      |
| 2.  | Team Canada       | 2  | 1 | 0   | 1 | 8:04 | 3      |
| 3.  | HK Spartak Moskau | 2  | 0 | 0   | 2 | 3:10 | 0      |

### Finalrunde
|  | Halbfinalqualifikation | Halbfinalqualifikation | Halbfinalqualifikation |  |  | Halbfinal | Halbfinal            | Halbfinal |  |    | Final                | Final       | Final |
|  |                        |                        |                        |  |  |           |                      |           |  |    |                      |             |       |
|  |                        |                        |                        |  |  | T1        | SKA Sankt Petersburg | 4         |  |    |                      |             |       |
|  | T2                     | HC Servette Genève     | 2                      |  |  | T2        | HC Servette Genève   | 3         |  |    |                      |             |       |
|  | C3                     | HK Spartak Moskau      | 0                      |  |  |           |                      |           |  | T1 | SKA Sankt Petersburg | 4           |       |
|  |                        |                        |                        |  |  |           |                      |           |  |    | C2                   | Team Canada | 3     |
|  |                        |                        |                        |  |  | C1        | HC Davos             | 0         |  |    |                      |             |       |
|  | C2                     | Team Canada            | 4                      |  |  | C2        | Team Canada          | 4         |  |    |                      |             |       |
|  | T3                     | HC Sparta Prag         | 3                      |  |  |           |                      |           |  |    |                      |             |       |

Halbfinalqualifikation
| 29. Dezember 2010 15:00 Uhr | HC Servette Genève D. Fritsche (10:11) R. Park (17:36) | 2:0 (2:0, 0:0, 0:0) Spielbericht | HK Spartak Moskau | Vaillant Arena, Davos Zuschauer: 5'355 |

| 29. Dezember 2010 20:15 Uhr | Team Canada J.-P. Vigier (10:18) D. Pittis (21:12) B. Bell (31:24) M. DuPont (63:20) | 4:3 n. V. (1:0, 2:3, 0:0, 1:0) Spielbericht | HC Sparta Prag E. Peter (27:41) E. Peter (32:59) D. Výborný (36:17) | Vaillant Arena, Davos Zuschauer: 5'574 |

Halbfinal
| 30. Dezember 2010 15:00 Uhr | SKA Sankt Petersburg J. Fransson (23:23) D. Denissow (26:13) T. Mårtensson (35:25) A. But (61:37) | 4:3 n. V. (0:3, 3:0, 0:0, 1:0) Spielbericht | HC Servette Genève R. Park (10:55) J. Toms (13:34) T. Déruns (17:17) | Vaillant Arena, Davos Zuschauer: 6'015 |

| 30. Dezember 2010 20:15 Uhr | HC Davos | 0:4 (0:1, 0:2, 0:1) Spielbericht | Team Canada J. Holden (14:54) M. Bell (36:42) J.-P. Vigier (37:53) P. Pelletier (49:24) | Vaillant Arena, Davos Zuschauer: 6'432 |

Final
| 31. Dezember 2010 12:00 Uhr | SKA Sankt Petersburg M. Suschinski (10:08) A. Jaschin (31:11) M. Afinogenow (34:26) M. Suschinski (58:57) | 4:3 (1:0, 2:1, 1:2) Spielbericht | Team Canada M. DuPont (26:53) B. McLean (58:38) J. Holden (59:58) | Vaillant Arena, Davos Zuschauer: 6'432 |

## All-Star-Team
| Angriff:      | Alexei Jaschin – Reto von Arx – Dan Fritsche |
| Verteidigung: | Goran Bezina – Travis Roche                  |
| Tor:          | Jeff Drouin-Deslauriers                      |